# Allocosa halei
Allocosa halei är en spindelart som först beskrevs av Hickman 1944.  Allocosa halei ingår i släktet Allocosa och familjen vargspindlar.
Artens utbredningsområde är Northern Territory, Australien. Inga underarter finns listade i Catalogue of Life.